# Mira (rijeka u Južnoj Americi)
Mira je rijeka u Južnoj Americi. Izvire u ekvadorskim Andama, gdje teče pod nazivom Chota, a u Kolumbiji se ulijeva u Tihi ocean.